# Eucrossus villicornis
Eucrossus villicornis är en skalbaggsart som beskrevs av Leconte 1873. Eucrossus villicornis ingår i släktet Eucrossus och familjen långhorningar. Inga underarter finns listade i Catalogue of Life.